# L'any del cavall
L'any del cavall (títol original en anglès Year of the Horse) és un documental de 1997 dirigit per Jim Jarmusch que segueix Neil Young i la banda Crazy Horse durant el seu tour de 1996. És també el nom de l'àlbum en directe, del mateix any, encara que conté temes diferents dels de la pel·lícula.
El director segueix els músics durant la seva gira mundial, i entrevista els membres de la banda i el pare de Neil Young, en un clar homenatge que Jarmusch dedica a la feina que ha fet el quartet durant els anys.

## Personatges
Hi apareixen, fent d'ells mateixos:
| - Ralph Molina, membre de la banda - Frank 'Pancho' Sampedro, membre de la banda - Billy Talbot, membre de la banda - Neil Young, membre de la banda | - Larry Cragg, tècnic de guitarres (segment "master guitar tech") - Elliot Roberts, mànager (segment "manager extraordinaire") - Keith Wissmar, tècnic de llums (segment "lighting wizard") - Scott Young, pare de Neil (segment "Neil's dad") |

## Rodatge
El documental va ser rodat en blanc i negre i en color, fent servir tant pel·lícula de 16 mm i de 8 mm, com vídeo, i passada posteriorment a 35 mm, i incorpora a les rodades càmera en mà l'arxiu d'imatges que Young tenia dels concerts de 1976 i 1986 amb la banda.

## Acollida
El crític de cinema Roger Ebert va considerar-la la pitjor pel·lícula de l'any 1997.
Durant el 1997 la pel·lícula va presentar-se als festivals de cinema de Venècia, Toronto, San Francisco, Rotterdam, Londres i Denver, sense aconseguir cap guardó.
L'any següent Jay Rabinowitz va estar nominat al Premi Eddie a la pel·lícula documental millor editada, per part de l'American Cinema Editors dels Estats Units.

## Banda sonora
L'àlbum no pot ser considerat pròpiament la banda sonora de la pel·lícula, ja que les cançons que apareixen a l'àlbum no coincideixen amb els que surten al film. Tots els temes van ser escrits per Neil Young i interpretats per la banda Crazy Horse, amb Young a la guitarra, piano, harmònica i veus, Poncho Sampedro al capdavant de guitarra, teclats i veus, Billy Talbot al baix i veus, i Ralph Molina encarregant-se de bateria, percussió i veus.
Disc 1
1. "When You Dance" – 6:20
2. "Barstool Blues" – 9:02

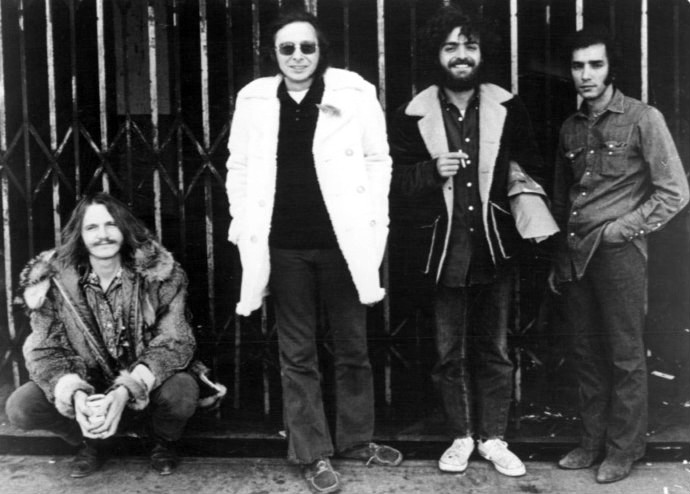
La banda Crazy Horse en una foto de 1972, sense Young.

3. "When Your Lonely Heart Breaks" – 5:04
4. "Mr. Soul" – 5:05
5. "Big Time" – 7:28
6. "Pocahontas" – 4:50
7. "Human Highway" – 4:07

Disc 2
1. "Slip Away" – 10:52
2. "Scattered" – 4:00
3. "Danger Bird" – 13:34
4. "Prisoners" – 6:40
5. "Sedan Delivery" – 7:16